# مراد سبيع
مراد سبيع (من مواليد 3 يوليو 1987 في ذمار) هو فنان يمني معاصر وفنان شوارع وناشط سياسي أطلق العديد من حملات فن الشارع التي كان إشراك المجتمع فيها أحد أهم عناصرها. بدأ الرسم في الشوارع لأول مرة بعد ثورة 2011، في حملة أطلق عليها «لون جدران شارعك».   
اشتهر على نطاق واسع كناشط بعد أن أطلق عدة حملات فنية في الشوارع انتقدت الوضع السياسي في البلاد والصراعات التي اندلعت في عام 2015 في اليمن. انضم إليه أشخاص من خلفيات وأعمار مختلفة في حملاته للتعبير عن آرائهم حول المشهد السياسي في اليمن.       امتد تأثير هذه الحملات إلى مدن أخرى مثل صنعاء وتعز وعدن وإب والحديدة حيث تم إطلاق حملات مماثلة بعد فترة وجيزة.     تمت مقارنة سبيع بزميله فنان الشارع بانكسي.

## النشأة والتعليم
ولد مراد في مدينة ذمار في 3 يوليو 1987. نشأ هناك حتى سن السادسة، قبل أن تنتقل أسرته للعيش في العاصمة صنعاء. عاش في صنعاء مع والدته وستة من إخوته. اعتاد مراد الرسم في المدرسة، لكنه أصبح مهتمًا بالفن فقط في سن الرابعة عشرة عندما رسم أول رسم تخطيطي له وتلقى تشجيعًا من عائلته. درس الأدب الإنجليزي من 2007 إلى 2011 في جامعة صنعاء.  
في ربيع عام 2011، وتحديداً مع بداية الثورة اليمنية، كان مراد من أوائل الذين انضموا إلى المحتجين في مطالبهم بدولة مدنية عادلة. كان يقضي معظم وقته داخل ساحة التغيير. عندما سيطرت الأحزاب على مجرى الثورة، ترك ساحة التغيير محبطًا. 

## الحملات

### لون جدران شارعك
استمد سبيع إلهامه من إطلاق حملته الأولى «لوّن جدران شارعك» من جدران الشوارع المتضررة. نزل وحده إلى الشوارع بأدواته في 15 مارس 2012 لرسم جداريات معاصرة. ثم نشر دعوة عامة للناس عبر صفحته على الفيسبوك للانضمام إليه في الرسم علانية. بعد أسبوع، ظهر العديد من الأشخاص للرسم معه في 22 مارس 2012. ثم دعا الناس صباح كل خميس للانضمام إليه في رسم الجداريات.     
استمرت هذه الحملة لمدة ثلاثة أشهر، شارك فيها فنانون ومارة وشيوخ وأطفال ورجال ونساء وحتى جنود في مناطق مختلفة في مدينة صنعاء. انتشرت فكرة هذه الحملة بين الناس وتم إطلاق حملات مماثلة بعد فترة وجيزة في مدن أخرى.   

### الجدران تتذكر وجوههم
بعد فترة وجيزة من انتهاء حملته الأولى، أطلق سبيع حملته الثانية التي ميزت الانتقال إلى الفن السياسي. ودعا حملة «الجدران تتذكر وجوههم» في 8 سبتمبر 2012 لتسليط الضوء على الاختفاء القسري للنشطاء السياسيين والصحفيين منذ أواخر الستينيات وحتى 2011. استخدم تقنية الاستنسل لرسم وجوه المختفين قسراً على جدران المدن ودعا عائلاتهم والأشخاص بشكل عام للانضمام إليه.     
لمدة سبعة أشهر، طلب سبيع من الناس على وسائل الإعلام المختلفة تزويده بمعلومات حول المختفين قسراً. استجابت له عائلات كثيرة وزودته بصور وقصص وأحياناً متعلقات الضحايا. كما شاركوا في رسم أقاربهم وأصدقائهم المختفين وقاموا بعدة احتجاجات خلال الحملة.     ومن نتائج هذه الحملة إنشاء لجنة خاصة للتحقيق في قضايا الاختفاء القسري، ومناقشة وضع قانون للعدالة الانتقالية، وضغط الأمم المتحدة على الحكومة اليمنية للتوقيع على اتفاقية ضد الاختفاء القسري.   
ورسم سبيع ورفاقه صور 102 من الضحايا المختفين قسريا في مناطق عديدة في مدن صنعاء وتعز والحديدة وإب.   

### 12 ساعة
في 4 يوليو 2013 أطلق سبيع الحملة الثالثة «12 ساعة» لمناقشة 12 قضية سياسية واجتماعية تمس المجتمع اليمني وبدء الحملة بجدارية حول انتشار السلاح. بدأ زملائه الفنانين بالانضمام إليه خلال النشاط الثاني للحملة الذي كان عن الطائفية.  
لمدة عام كامل، قام سبيع وزملاؤه برسم جداريات حول موضوع معين كل شهر في شوارع مدينة صنعاء. وكانت الموضوعات الـ 12 التي ناقشوها هي: انتشار الأسلحة والطائفية والاختطاف والتكيف مع الوطن والطائرات الأمريكية بدون طيار والفقر والحرب الأهلية والإرهاب وتجنيد الأطفال والخيانة والفساد، وموضوع مفتوح في النشاط الثاني عشر للحملة.     

### منحوتات الفجر
في أوائل عام 2015، وتحديداً في 15 يناير 2015، أطلق سبيع حملة رابعة أطلق عليها اسم «منحوتات الفجر». بدءها بتمثيل عن «المقه»، رمز يمني قديم يمثل وحدة اليمنيين ودولتهم قبل 3000 عام. كان سبيع يقصد مواصلة العمل في هذه الحملة، لولا نقص التمويل الذي أجبره على تأجيل النشاط.  

### حطام

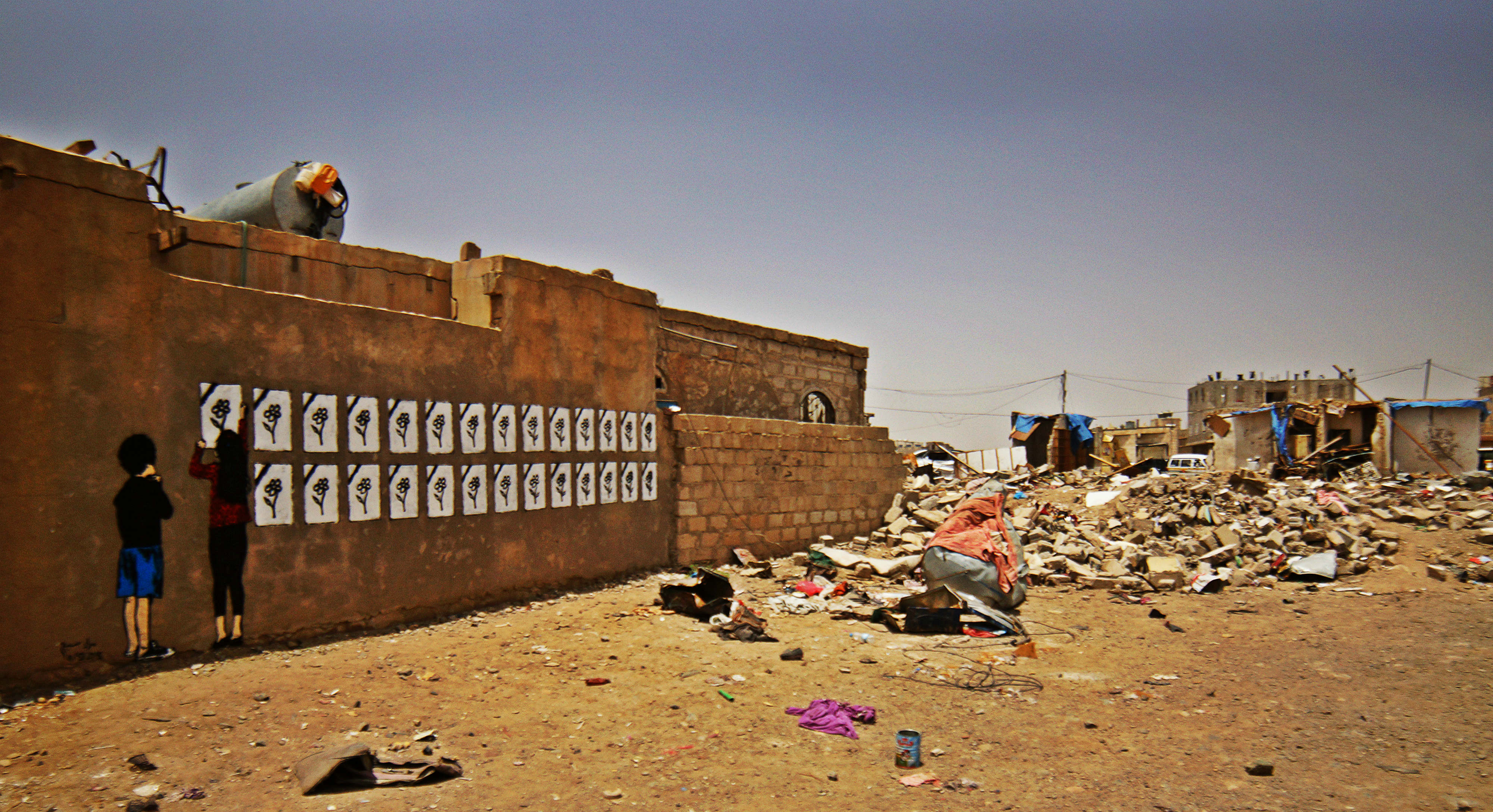
جدارية للفنان مراد سبيع في النشاط الأول لحملة الخراب، رسمت بمنطقة بني حوث، صنعاء، في 18 مايو 2015.

بعد اندلاع الصراعات الإقليمية والداخلية في اليمن عام 2015، أطلق سبيع الحملة الخامسة «حطام» في 18 مايو 2015 لإحياء ذكرى ضحايا النزاعات وإبراز الوضع الكارثي للبلاد. غالبًا ما يرسم في المناطق المدمرة بسبب النزاعات. رسم سبيع أول جدارية له في الحملة في منطقة بني حوث بضواحي صنعاء، حيث قتلت غارة جوية ما يقرب من 27 مدنياً، بينهم 15 طفلاً.    
بدأ أصدقاؤه في الانضمام إليه خلال النشاط الثاني للحملة، في منطقة فج عطان، وهي منطقة مكتظة بالسكان داخل العاصمة صنعاء حيث أدت غارة جوية عنيفة على مخزن أسلحة قريب إلى سقوط عشرات القتلى والجرحى المدنيين وتدمير منازل مئات الاشخاص.  
وفي النشاط الثالث للحملة رسم لوحة جدارية في مدينة تعز التي تشهد خسائر كبيرة بسبب الصراعات الداخلية والإقليمية في اليمن. قام برسم اللوحة الجدارية في الأجزاء الخارجية من المدينة بسبب منعه من الدخول للمدينة من قبل أحد أطراف النزاع.   
في النشاط الرابع لهذه الحملة، كان يخطط لرسم جدارية في مدينة عدن، وهي مدينة أخرى مزقتها الحرب. إلا أنه بسبب خطورة الوضع الأمني لم يستطع السفر إلى هناك، فقام هو وأصدقاؤه برسم لوحاتهم الجدارية في منطقة سعوان في صنعاء، وهي منطقة أخرى تعرضت لغارة جوية، مما خلف عشرات القتلى والجرحى من المدنيين.  
وناقش النشاط الخامس موضوعاً هاماً آخر وهو الحد من الحريات الصحفية. رسم سبيع وأصدقاؤه الجداريات داخل نقابة الصحفيين اليمنيين، لتسليط الضوء على الاعتقال الممنهج للصحفيين والانتهاكات المرتكبة ضد الحريات الصحفية. 
بعد ذلك، في النشاط السادس للحملة، تم التطرق إلى موضوع الحصار على اليمن، سواء كان من قبل أطراف الصراع الإقليمية أو الداخلية، وحصر وصول الغذاء والدواء والماء والمساعدات الإنسانية إلى أولئك الذين في حاجة إليها. 
رسم سبيع اللوحة الجدارية السابعة في لندن، حيث ناقش تجاهل المجتمع الدولي ووسائل الإعلام للحرب في اليمن.  
في النشاط الثامن لحملة «حطام» رسم سبيع ورفاقه الفنانون عن انهيار الاقتصاد في اليمن. قاموا برسم الجداريات أمام البنك المركزي اليمني بعد أن انخفضت قيمة الريال اليمني مقابل الدولار الأمريكي بشكل كبير.

## أيام الرسم المفتوحة
بصرف النظر عن الرسم في الشوارع من خلال الحملات التي تحمل كل منها موضوعًا خاصًا، دعا سبيع الناس للرسم علانية في الشوارع في الذكرى السنوية الثالثة والرابعة لحملته الفنية الأولى في الخامس عشر من مارس.   وبسبب الطلبات العديدة التي تلقاها من الناس، قام بتمديد مدة فعالية يوم الرسم المفتوح لتصبح ثلاثة أيام بدلاً من يوم واحد، حتى يتمكن العديد من الانضمام إليها. اختار مراد جدارًا أمام مركز للشرطة، ومنذ اليوم الأول للحدث، انضم إليهم جنود وضباط شرطة في طلاء الجدران. 

## المعارض
2016 - معرض جماعي، مهرجان السينما والفنون اليمني، مشروع اليمن للسلام، نيويورك، الولايات المتحدة الأمريكية. 
2016 - معرض جماعي، مهرجان السينما والفنون اليمني، مشروع اليمن للسلام، واشنطن العاصمة، الولايات المتحدة الأمريكية.
2014 - معرض جماعي كلام حب. . فعل السلام، منصة الفن المعاصر، الكويت.
2014 - معرض جماعي، اضطرابات: فن، نشاط وثورة، مركز هيلين داي للفنون، فاتو، الولايات المتحدة الأمريكية. 

## الجوائز
2016 - برنامج الزمالة وجائزة فنون التعبير، مؤشر منظمة الرقابة، لندن، المملكة المتحدة.  
2015 - شهادة تقدير، الاسكوا، الامم المتحدة، بيروت، لبنان.
2014 - جائزة الفن من أجل السلام، مؤسسة فيرونيزي، ميلانو، إيطاليا.    
2014 - درع الشباب للإبداع، الحزب الاشتراكي اليمني، صنعاء، اليمن.
2013 م - درع الابتكار، منظمة المؤتمر الإسلامي الأمريكي، صنعاء، اليمن. 

## روابط خارجية
- موقع مراد سبيع